# Laguna Vaca Lauquen
Laguna Vaca Lauquen är en sjö i Argentina.   Den ligger i provinsen Neuquén, i den västra delen av landet, 1 200 km väster om huvudstaden Buenos Aires. Laguna Vaca Lauquen ligger 1 580 meter över havet. Arean är 1,9 kvadratkilometer. Den sträcker sig 2,6 kilometer i nord-sydlig riktning, och 2,8 kilometer i öst-västlig riktning.
Trakten runt Laguna Vaca Lauquen består i huvudsak av gräsmarker. Trakten runt Laguna Vaca Lauquen är nära nog obefolkad, med mindre än två invånare per kvadratkilometer.